# فيروس أبسيتياروف
فيروس أبسيتياروف (بالإنجليزية: Absettarov virus)‏ هو سلاسلة ضمن جنس الفيروسة المصفرة. كان يُعتبر نوعًا حتى عام 2000.